# Büschelgras-Blattohrmaus
Die Büschelgras-Blattohrmaus (Phyllotis osilae) ist ein Nagetier in der Gruppe der Neuweltmäuse, das in Südamerika vorkommt.

## Merkmale
Die Art ist mit einer durchschnittlichen Kopf-Rumpf-Länge von 119,6 mm, einer Schwanzlänge von etwa 123 mm sowie einem Durchschnittsgewicht von 57 g ein mittelgroßer Vertreter der Gattung der Blattohrmäuse. Sie hat etwa 26 mm lange Hinterfüße und zirka 23 mm lange Ohren. Die Fellfarbe der Oberseite variiert zwischen gelbbraun, ockerfarben und dunkelbraun, wobei gelegentlich schwarze Haare oder Haarspitzen eingestreut sind. Die Wangen sind heller gelb- oder orangebraun. Die Grenze zur dunkelgrauen Unterseite ist je nach Exemplar mehr oder weniger deutlich. Die Haare der Unterseite sind nahe der Wurzel dunkel violett. Die meisten Individuen besitzen auf der Brust einen andersfarbigen Strich oder Fleck. An den Ohren kommen dunkle Kanten sowie eine feine Behaarung an der Innen- und Außenseite vor. Bei einigen Exemplaren ist der Schwanz oberseits dunkler als unterseits und bei anderen Individuen ist die hintere Hälfte oder ein längerer Abschnitt gleichförmig dunkelbraun gefärbt. Etwas längere Haare an der Schwanzspitze bilden eine kleine Quaste.

## Verbreitung und Lebensweise
Die Büschelgras-Blattohrmaus lebt in den Anden sowie auf der Hochebene Altiplano auf 500 bis 4900 m Höhe. Das Verbreitungsgebiet reicht vom Süden Perus bis in den Westen Boliviens. Funde aus dem Norden Argentiniens zählen laut einer Studie von 2016 zu einer anderen Art der Blattohrmäuse. Die Art bevorzugt Regionen mit einem dichten Bewuchs aus Punagras (Stipa ichu). Sie besucht weiterhin felsige Gebiete und angrenzende Kulturlandschaften.
Dieses Nagetier ist dämmerungsaktiv und frisst verschiedene Pflanzenteile, wie Samen sowie Sporen von Pilzen und Gliederfüßer. In Peru wurden bis zu fünf Exemplare pro Hektar registriert.

## Bedrohung
Für den Bestand der Art sind keine Bedrohungen bekannt und sie kommt in verschiedenen Schutzzonen vor. Die Büschelgras-Blattohrmaus wird von der IUCN als „nicht gefährdet“ (least concern) gelistet.